# La Boissière (Eure)
La Boissière is een gemeente in het Franse departement Eure (regio Normandië) en telt 253 inwoners (2005). De plaats maakt deel uit van het arrondissement Évreux.

## Geografie
De oppervlakte van La Boissière bedraagt 3,5 km², de bevolkingsdichtheid is 72,3 inwoners per km².
De onderstaande kaart toont de ligging van La Boissière (Eure) met de belangrijkste infrastructuur en aangrenzende gemeenten.

## Demografie
Onderstaande figuur toont het verloop van het inwonertal (bron: INSEE-tellingen).